# محمد فنایی

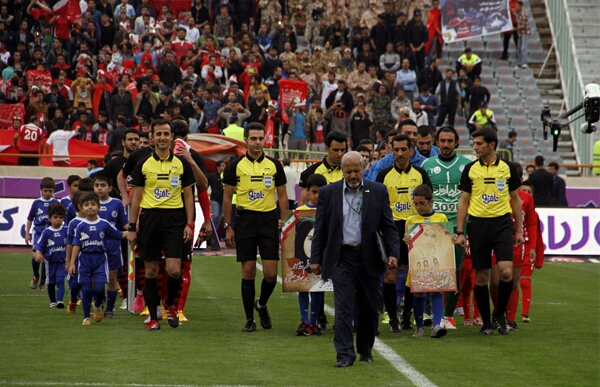
محمد فنایی - اولین نفر

محمد فنایی (زادهٔ ۲ دی ۱۳۳۰) کمک داور بازنشستهٔ فوتبال است.
او در بازی فینال جام جهانی ۱۹۹۴ بین تیم‌های برزیل و ایتالیا به عنوان کمک‌داور دوم حضور داشت. همچنین وی در بازی‌های فوتبال المپیک ۱۹۹۲ بارسلون در پنج مسابقه و در مسابقات جام کنفدراسیون‌ها در سال ۱۹۹۵، به عنوان کمک داور به قضاوت پرداخته‌است
در سال ۱۹۹۴ محمد فنایی از طرف کنفدراسیون فوتبال آسیا (AFC) به عنوان کمک داور سال انتخاب شد. در دوران بازنشستگی به عنوان ناظر داوری در لیگ برتر ایران، سرپرست مسابقات و کارشناس برنامه‌های تلویزیونی، مشغول به فعالیت بود. وی در روز سی ام تیرماه ۱۳۹۶ و در بین دو نیمه بازی سوپر جام ایران، از فعالیت‌های حرفه‌ای خود و دنیای فوتبال خداحافظی کرد.

## شهرآورد تهران
محمد فنایی پنج بار در بازی دربی بزرگ تهران به عنوان کمک داور حاضر بوده است
| پنج بازی که کمک داور بوده است |                |                        |                                                      |
| دربی                          | تاریخ          | نتیجه بازی             | گروه داوری                                           |
| شماره ۴۰                      | ۶ مرداد ۱۳۷۴   | استقلال ۳ - پرسپولیس ۱ | ساندروپل از مجارستان -- محمد فنایی -- علیرضا صادقی‌جو |
| شماره ۳۷                      | ۱۱ دی ۱۳۷۱     | استقلال ۰ - پرسپولیس ۰ | حسین خوشخوان -- منوچهر ایلدروم -- محمد فنایی         |
| شماره ۳۶                      | ۸ خرداد ۱۳۷۱   | استقلال ۱ - پرسپولیس ۰ | مهدی اخوان -- سعید رمضی -- محمد فنایی                |
| شماره ۳۲                      | ۴ خرداد ۱۳۶۹   | استقلال ۲ - پرسپولیس ۰ | منوچهر نظری -- محمد فنایی -- حسین عسگری              |
| شماره ۲۹                      | ۱۸ شهریور ۱۳۶۷ | پرسپولیس ۱ - استقلال ۱ | محمد صالحی -- محمد فنایی -- مهدی انوری               |

منبع 